# Ani Takidze

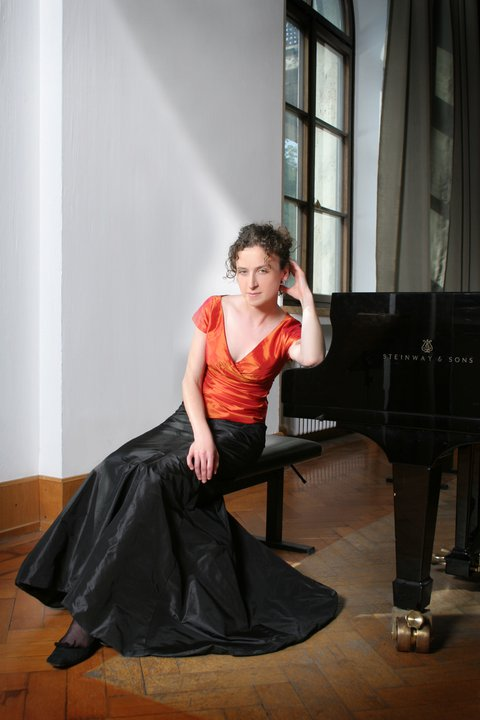
Ani Takidze, Juli 2007

Ani Takidze (georgisch ანი ტაკიძე, Ani Takidse; * 13. Dezember 1972 in Tiflis) ist eine georgische Pianistin.

## Karriere
Takidzes Begabung wurde schon früh erkannt. Ab ihrem siebten Lebensjahr besuchte sie ein Musikgymnasium für begabte Kinder in ihrer Heimatstadt und später das Staatliche Konservatorium. Anschließend kam sie im Jahr 2002 mit einem Stipendium des DAAD nach München, wo sie an der Musikhochschule das Meisterklassendiplom bei Franz Massinger und Helmut Deutsch (Liedgestaltung) erlangte. Sie spielte bereits mit Orchestern wie dem des Staatlichen Symphonieorchesters Tbilissi, des Staatstheaters Trier, den Münchener Symphonikern und dem Moskauer Staatlichen Symphonieorchester. Für den Bayerischen Rundfunk nahm sie Werke von Schumann, Brahms, Chopin und Ravel auf. Eine CD-Produktion mit Werken von Bach, Schubert und Schumann entstand im großen Saal des Moskauer Konservatoriums im Jahr 2003.
Ani Takidze konzertiert regelmäßig auch im Rahmen von Musikfestivals in ihrer Heimat Georgien und tritt europaweit mit Klavierabenden und Konzerten mit Orchester auf.

## Auszeichnungen
Preisträger des 1. Richter Internationalen Klavierwettbewerb 2005, Moskau